# Жіночий світ (Канада)
«Жіно́чий світ» (англ. Woman's World) — часопис, офіційний орган Організації українок Канади; виходить з січня 1950.
Журнал гуртує і членство ОУК, і ширше жіноцтво української громади Канади. Мета журналу — виховувати нове покоління жінок в дусі національної свідомості, розвивати і пропагувати українську культуру, знайомити з народними традиціями й звичаями.
Організовано видавництво «Жіночого світу» у Вінніпегу; біля витоків журналу стояли Ніна Синявська та Катерина Кандиба-Лазор: у 1950 році вийшло дванадцять чисел. З 1951 редакторка — Стефанія Бубнюк (1951—1973). Після перенесення Управи до Торонто 15 років журнал редагувала Ярослава Зорич; з поверненням Крайової управи до Вінніпегу — Анна Вах. Нині виходить знову в Торонто; у складі Редакційної Колегії: Ярослава Зорич, Ганна Мазуренко, Леся Панько та Лариса Гринда.

## Рубрики
- Соняшний промінь
- Весняний промінь
- Наші сучасниці
- Куточок городництва
- Куточок любителів квітів
- Українська вишивка
- Куховарські поради
- Різні поради
- З листів до редакції
- У пам’ять рідних і друзів
- Організація українок Канади
- Вісті СФУЖО